# Triumph Mayflower
La Mayflower è un'autovettura prodotta dalla Triumph Motor Company tra il 1949 ed il 1953.
La Mayflower fu la prima auto di piccole dimensioni costruita dalla Triumph sotto la gestione Standard, e utilizzava una versione rinnovata (con una nuova testata in alluminio e un carburatore Solex) del 4 cilindri a valvole laterali di 1247 cm³ della Standard 10, nato prima della Seconda guerra mondiale. Questo motore sviluppava una potenza di 38 CV a 4200 giri/min e spingeva la vettura a circa 100 km/h. Il cambio, a 3 rapporti sincronizzati con comando al volante, era lo stesso della Standard Vanguard; dalla stessa vettura provenivano anche le sospensioni, a ruote indipendenti con molloni all'anteriore (schema poi utilizzato anche dalla TR2), mentre al posteriore c'era un ponte rigido con mezze balestre. I freni erano a tamburo, comandati idraulicamente.
La linea della Mayflower riprendeva lo stile "a lama di rasoio", simile a quello della sorella maggiore Triumph Renown, e la faceva sembrare simile a quella delle Bentley e delle Rolls-Royce, al fine di andare incontro ai gusti del mercato americano.
Vennero costruite circa 35.000 Mayflower, di cui una decina circa in versione cabriolet e 150 come pick-up.